# Footway Group
Footway Group AB grundades 2010 och är ett svenskt e-handelsföretag som säljer skor samt skotillbehör.
Footway bedriver försäljning i drygt 20 europeiska länder (2023). Företaget har sitt huvudkontor i Kista och sin svenska lagerverksamhet i Eskilstuna.

## Historia
Bolaget grundades 2010 av Daniel Mühlbach, Louise Liljedahl, Sara Wimmercranz och Sten Dahlstrand. Våren 2013 köpte Footway konkurrenten Heppo.se ifrån Qliro Group. År 2014 förvärvade Footway e-butiken Brandos. Sommaren 2015 börsnoteras Footways preferensaktier på Nasdaq First North. I mitten av 2016 öppnade Footway upp nya marknader utanför Norden. I april 2020 förvärvade Footway sportnätbutiken Sportamore.
Under sommaren 2024 separerade Footway e-handelsverksamheten från plattformsverksamheten, kallad Footway+. Den senare verksamheten läggs i ett dotterbolag, Footway OaaS AB, som avyttrades i september 2024. I november 2024 genomförde Footway Group AB en namnändring till eCom Teams Sweden AB. I april 2025 ansökte eCom Teams Sweden om konkurs och bolagets aktier avnoterades. I juni meddelade det tidigare dotterbolaget Footway OaaS att man förvärvade verksamheten i konkursboet eCom Teams.